# 홍콩전상학생연회
홍콩전상학생연회(중국어 간체자: 香港专上学生联会, 정체자: 香港專上學生聯會, 병음: Xiānggǎng Zhuānshàng Xuésheng Liánhuì, 영어: Hong Kong Federation of Students), 약칭 학련(중국어 간체자: 学联, 정체자: 學聯, 병음: Xuélián, 영어: HKFS)는 홍콩의 학생조직이다. 1958년 5월 설립되었다. 각 대학 학생회 대표들로 학련대표회(學聯代表會, HKFS council)가 구성되며, 대표회에서 상무위원회(常務委員會, standing committee)를 임명한다. 
가맹 조직은 다음 4개 조직이다.
- 홍콩중문대학 학생회
- 영남대학 학생회
- 홍콩수인대학 학생회
- 홍콩과기대학 학생회

다음 4개 조직은 과거 가맹했으나 현재는 아니다.
- 홍콩대학 학생회
- 홍콩침회대학 학생회
- 홍콩성시대학 학생회
- 홍콩이공대학 학생회